# Michal Šanda
Michal Šanda (* 10. prosince 1965 Praha) je český básník, prozaik a dramatik.

## Život
Narodil se u sv. Apolináře, dětství prožil na pražském Smíchově. Po maturitě na Gymnáziu Jana Nerudy vystřídal řadu zaměstnání, od roku 1991 je zaměstnán jako archivář v Institutu umění – Divadelním ústavu. Věnuje se i ediční práci a kulturní publicistice, byl šéfredaktorem časopisu Dobrá adresa. V roce 1999 se stal jedním ze signatářů monarchistického prohlášení Na prahu nového milénia, jehož autorem byl spisovatel Petr Placák.
Před vánočními svátky 2012 jako jeden z prvních na svých webových stránkách zveřejnil veškerou svou tvorbu k volnému stažení.
V prosinci 2013 získal ocenění Zlaté pero Ondřeje Pavelky za divadelní hru Sorento.
Povídková kniha Hemingwayův býk byla nominována na cenu Magnesia Litera 2019.
Kniha Tibbles získala cenu Muriel 2021 za nejlepší komiks pro děti. V zahraničí získala Bologna Ragazzi Award 2022 – The BRAW Amazing Bookshelf a byla zařazena mezi 100 nejlepšíh knih pro děti na světě. V anglickém překladu Tibbles the Cat získala cenu Blueberry Award 2023 pro nejlepší knihy o přírodě a klimatu pro děti v USA.
Dosavadní literární tvorbu Michala Šandy shrnuje více než tisícistránková publikace Generál v umyvadle plném blues.

## Dílo
- Generál v umyvadle plném blues, Větrné mlýny Brno, (2022)

### Poezie
- sto a, Kulturní a informační centrum města Brna, (1994)
- Ošklivé příběhy z krásných slov, Protis Praha, (1996)
- Metro, Protis Praha, (1998 a 2005)
- Dvacet deka ovaru, Klokočí Praha a KJD Příbram, (1998)
- Býkárna, Druhé město Brno, (2006) s Milanem Ohniskem a Ivanem Wernischem
- Remington pod kredencí, Protis Praha, (2009)
- Rabování samozvaného generála Rona Zacapy v hostinci U Hrocha, Nakladatelství Pavel Mervart Červený Kostelec, (2015)

### Próza
- Blues 1890–1940, Petrov Brno, (2000)
- Obecní radní Stoklasné Lhoty vydraživší za 37 Kč vycpaného jezevce pro potřeby školního kabinetu, Petrov Brno, (2001)
- Sudamerická romance, Petrov Brno, (2003)
- Kecanice, Protis Praha, (2006)
- Dopisy, Dybbuk Praha, (2009) s Karlem Havlíčkem Borovským
- Sebrané spí si, Nakladatelství Petr Štengl Praha, (2012)
- MUDr. PhDr. Jarmila Beichtenová: Kazuistika pacientů Michala Šandy a Jakuba Šofara – literární anamnéza, Novela bohemica Praha, (2014) s Jakubem Šofarem
- Jakápak prdel, Týnská literární kavárna Praha, a Druhé město Brno, (2015) s Ivanem Wernischem
- Autorské poznámky k divadelní grotesce Sráči, Nakladatelství Petr Štengl Praha, (2015)
- Masná kuchařka mistra řezníka z Nelahozevsi Antonína Dvořáka, Dybbuk Praha, (2016)
- Údolí, Dybbuk Praha, (2017) - druhá polovina nákladu pod jménem fiktivního autora Ondřej Böhm
- Hemingwayův býk, Milan Hodek | Paper Jam Hradec Králové, (2018)
- Umyvadlo plné vajglů: Nepřípadné glosy k evangeliu sv. Marka, Dybbuk Praha, (2020)
- Mozek z blázna, Malvern Praha, (2023)
- Grotesky, Malvern Praha, (2024)

### Pro děti a mládež
- Merekvice, Dybbuk Praha, (2008)
- Oskarovy rybářské trofeje, Novela bohemica Praha, (2014)
- Dr. Moul, Michal Šanda vlastním nákladem Praha, (2018)
- Kosáku, co to máš v zobáku?, Meander Praha, (2019)
- Rukulíbám, Meander Praha, (2020)
- Tibbles, Meander Praha, (2021)
- Viktor & Віктор, Meander Praha, (2022)
- Tibbles the Cat, Albatros Media Group Praha, (2023)
- Lední medvěd Rio zachraňuje prales, Meander Praha, (2023)
- Kruh, Meander Praha, (2023)
- Hravě o dopravě, Meander Praha, (2024)
- Čtverec, Meander Praha, (2024)

### Antologie
- Špacírkou přes čenich!, Nakladatelství Paseka Praha a Litomyšl, (2013) – štos neobvyklých knih z časů minulých

### Rozhlasová hra
- Bluesmeni, (2008)

### Divadelní hry
- Španělské ptáčky, Větrné mlýny Brno, (2006)
- Sorento, Větrné mlýny Brno, (2011)

### Editor
- …a to je blues, Nakladatelství Veduta Štíty, (2010) s Ondřejem Bezrem
- Co to je toto?: Ivanu Wernischovi k sedmdesátinám, Druhé město Brno, (2012) s Milanem Ohniskem
- 3,14čo!, Nakladatelství Petr Štengl Praha, (2013) s Jakubem Šofarem a Petrem Štenglem